# Nándor Vagh-Weinmann
Pour les articles homonymes, voir Vagh-Weinmann et Weinmann.
Nándor Vagh-Weinmann, né le 3 octobre 1897 à Budapest et mort d'un accident de la route le 12 décembre 1978 près de Montereau en Seine-et-Marne, est un peintre.

## Biographie
Né le 3 octobre 1897 à Budapest, Nándor est le frère aîné d'Elemer et de Maurice Vagh-Weinmann. 
Il vient à Paris présenter son œuvre en 1931.
Il meurt le 12 décembre 1978 près de Montereau (Seine-et-Marne) à la suite d'un accident.

## Œuvres dans les collections publiques
- Toulouse, musée des Augustins : 
  - Bord de Garonne, huile sur carton, (49,5 × 62 cm)[4]
  - Paysage, huile sur contreplaqué, (65 × 50 cm)[5]